# San Antonio Tecolco
San Antonio Tecolco är en ort i Mexiko.   Den ligger i kommunen Tecamachalco och delstaten Puebla, i den sydöstra delen av landet, 160 km öster om huvudstaden Mexico City. San Antonio Tecolco ligger 1 989 meter över havet och antalet invånare är 1 984.
Terrängen runt San Antonio Tecolco är platt åt nordväst, men åt sydost är den kuperad. Runt San Antonio Tecolco är det ganska tätbefolkat, med 239 invånare per kvadratkilometer. Närmaste större samhälle är Tecamachalco, 5,8 km nordost om San Antonio Tecolco. Trakten runt San Antonio Tecolco består till största delen av jordbruksmark.